# Óscar Hernández (cyclisme)
Pour les articles homonymes, voir Óscar Hernández et Hernández.
Hernández  Martínez est un nom espagnol. Le premier nom de famille, en général paternel, est Hernández ; le second, en général maternel, souvent omis, est Martínez.
Óscar Hernández Martínez, né le 12 septembre 1992 à L'Ènova, est un coureur cycliste espagnol.

## Biographie
Óscar Hernández est originaire de L'Ènova, une commune située dans la Communauté valencienne. Il commence à se consacrer au cyclisme à l'âge de sept ans.
En 2010, il se classe troisième du championnat d'Espagne sur route juniors (moins de 19 ans). En 2013, il termine troisième de ce même championnat, mais chez les espoirs (moins de 23 ans). Il s'illustre ensuite dans le calendrier amateur espagnol en obtenant diverses victoires, notamment au Tour de Castellón ou au Mémorial Manuel Sanroma.
En juillet 2016, il intègre l'équipe continentale Massi-Kuwait Project. Sur le Circuit de Getxo, il se montre à son avantage en prenant la dix-septième place. Il rejoint ensuite l'équipe continentale portugaise Louletano-Hospital de Loulé en 2017. Pour sa première saison, il réalise ses meilleurs performances à domicile, en prenant notamment la neuvième place du championnat d'Espagne sur route. 
En 2018, il se distingue sur les courses portugaises en remportant une étape du Trophée Joaquim-Agostinho (huitième du classement général). Il termine par ailleurs troisième de la Classica da Arrábida et de la Classica Aldeias do Xisto, ou encore neuvième du Tour de l'Alentejo. 
Il met un terme à sa carrière cycliste à l'issue de la saison 2020

## Palmarès et résultats

### Palmarès par année
- 2010
  - 3e du championnat d'Espagne sur route juniors
- 2013
  - Champion de la province de Valence sur route espoirs
  - 3e du championnat d'Espagne sur route espoirs
- 2014
  - 1re étape du Tour de Castellón
  - Trofeo San Jorge
  - 3e du Gran Premio Primavera de Ontur
- 2016
  - Mémorial Manuel Sanroma :
    - Classement général
    - 2e étape

  - Gran Premio Primavera de Ontur
  - 2e du Trofeo Ayuntamiento de Zamora
  - 3e du Trophée Iberdrola
- 2018
  - 3e étape du Trophée Joaquim-Agostinho
  - 3e de la Classica da Arrábida

### Classements mondiaux
| Année           | 2013 | 2014 | 2015 | 2016   | 2017   | 2018 |
| --------------- | ---- | ---- | ---- | ------ | ------ | ---- |
| UCI Europe Tour | 946e |      |      | 1 672e | 1 431e | 547e |